# Кричановка
Крича́новка (укр. Кричанівка) — село на Украине, находится в Могилёв-Подольском районе Винницкой области.
Население по переписи 2001 года составляет 661 человек. Почтовый индекс — 24034. Телефонный код — 4337.
Занимает площадь 2,5 км².

## Религия
В селе действует Свято-Михайловский храм Могилёв-Подольского благочиния Могилёв-Подольской епархии Украинской православной церкви.

## Адрес местного совета
24034, Винницкая область, Могилёв-Подольский р-н, с. Кричановка, ул. Ленина, 18